# Ai Weiwei
Ai Weiwei (ur. 1957 w Pekinie) – chiński artysta, kurator i architekt. Współtwórca chińskiego Stadionu Narodowego w Pekinie.
Był zaangażowany w ujawnienie szeregu nadużyć przy budowie szkół, które zawaliły się podczas trzęsienia ziemi w prowincji Syczuan w 2008 roku.

## Życie i twórczość
Urodzony w Pekinie. Jego ojciec, chiński poeta Ai Qing w czasie rewolucji kulturalnej został wraz z żoną Gao Ying wysłany do obozu pracy w regionie Sinciang, padłszy ofiarą donosu. Ai Weiwei spędził tam pięć lat.
W 1978 rozpoczął naukę w Pekińskiej Akademii Filmowej, gdzie studiował razem z reżyserami Chen Kaige i Zhang Yimou. Od roku 1979, razem z takimi postaciami, jak Huang Rui, Ma Desheng, Li Shuang, Wang Keping, Zhong Acheng, Qu Leilei był jednym z członków grupy artystycznej Xingxing (Gwiazdy). Po jej rozpadzie przeniósł się do Nowego Jorku, wziął jednak udział w wystawie zorganizowanej w dziesiątą rocznicę powstania grupy (Hanart Gallery, Hong-Hong and Taipei,1989).
W latach 1981–1993 mieszkał w Nowym Jorku, studiował tam w Parsons School of Design, tworzył performance i dzieła konceptualne, przetwarzając obiekty ready-made. W roku 1987 wraz z Li Shuang, Qu Leilei i Zhang Hongtu podjął starania na rzecz utworzenia The Chinese United Overseas Artists Association.
W 1993 roku z powodu choroby ojca powrócił do Chin. W Pekinie zaangażował się w utworzenie artystycznej społeczności w jednej z ubogich dzielnic robotniczych na wschodnich obrzeżach miasta, znanej odtąd jako Pekińskie East Village. Wydała ona trzy albumy prezentujące dorobek członków : Książka z czarną okładką (1994), Książka z białą okładką (1995) oraz Książka z szarą okładką (1997).

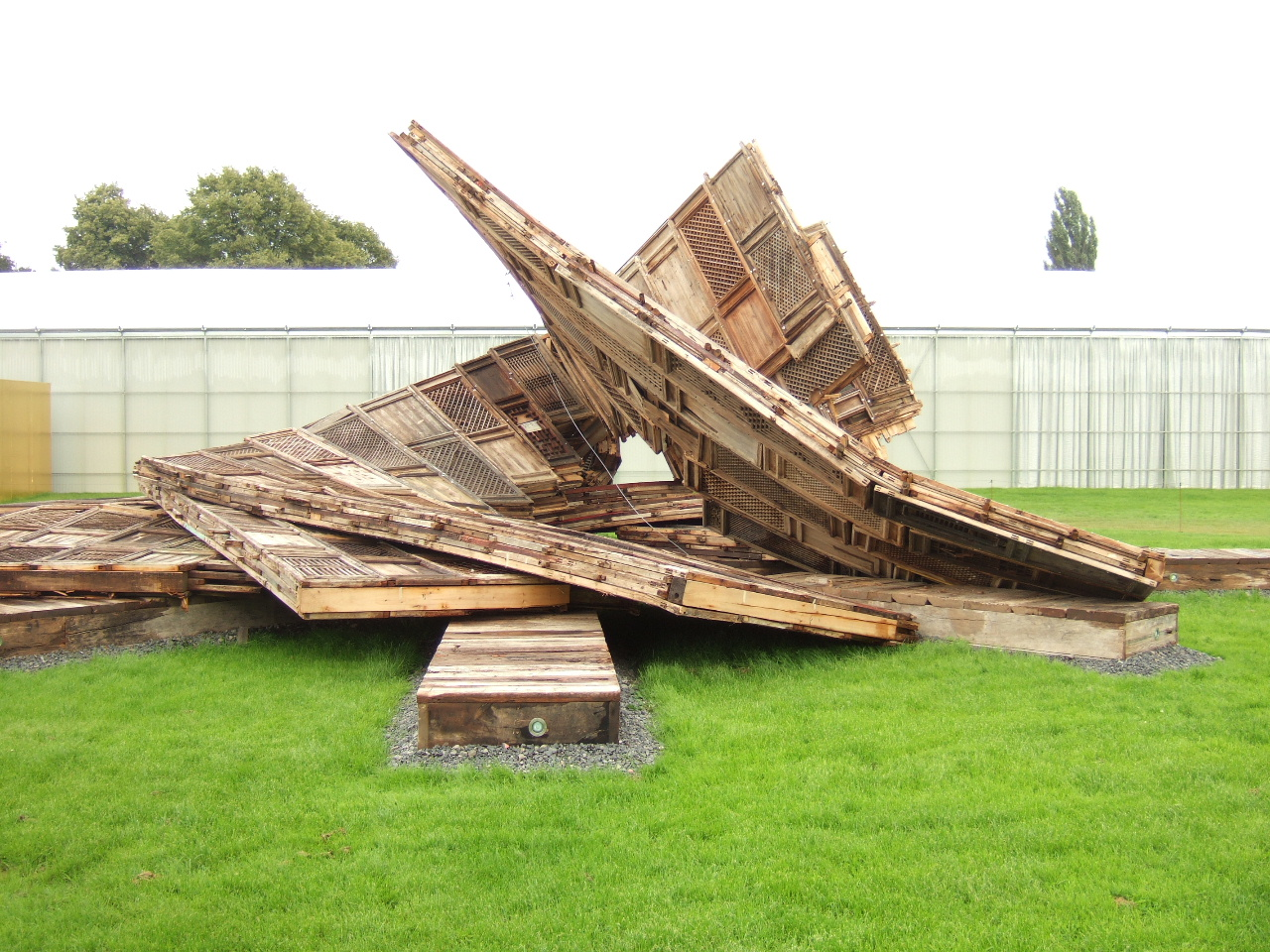
Template (2007) po upadku

W 1999 roku Ai Weiwei przeniósł się do wioski Caochangdi, gdzie założył studio FAKE Design.
W roku 2000 był razem Feng Boyi kuratorem odbywającej się równocześnie i w opozycji do Szanghajskich Biennale wystawy „Fuck Off”.
Dzieła Ai Weiweia wystawiane były między innymi na 48. Biennale w Wenecji (1999), 1. Triennale w Guangzhou (2002), "Zones of Contact: 2006 Biennale of Sydney", czy documenta 12 w Kassel (2007).

### Stadion Narodowy w Pekinie

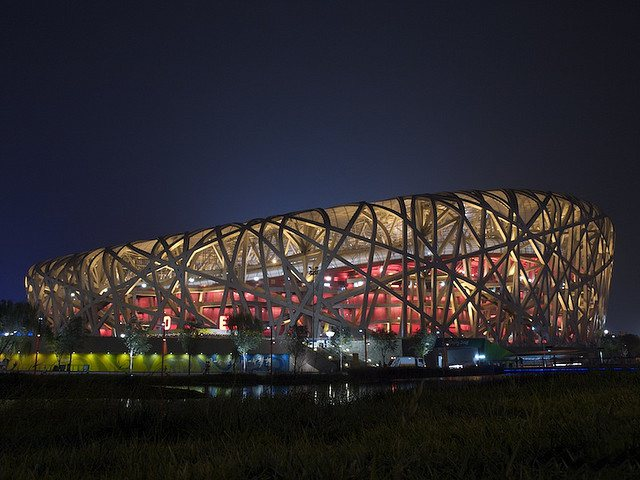
Stadion Narodowy w Pekinie podczas igrzysk olimpijskich

Ai, współpracując ze szwajcarską firmą Herzog & de Meuron, pełnił funkcję konsultanta artystycznego przy projektowaniu Stadionu Narodowego w Pekinie na Letnie Igrzyska Olimpijskie 2008, znanego również jako „Ptasie Gniazdo”.
Mimo to jeszcze przed rozpoczęciem igrzysk odcinał się od związku z nimi i budową stadionu, mówiąc: Zdążyłem już o tym zapomnieć. Odrzucam wszelkie żądania, bym dał sfotografować się na jego tle, byłby to bowiem wymuszony uśmiech w złym guście. Nawoływał do bojkotu imprezy.
W sierpniu 2007 zarzucił twórcom choreogafii do ceremonii otwarcia igrzysk (między innymi Stevenowi Spielbergowi i Zhang Yimou), że nie sprostali oczekiwaniom, jakie stawia się przed nimi jako artystami, mówiąc: To obrzydliwe. Nie szanuję nikogo, kto bez wstydu nadużywa swojej pozycji, przymykając oko na kwestie etyczne. W lutym 2008 Spielberg zrezygnował z pozycji doradcy Igrzysk.

### Dochodzenie w sprawie ofiar trzęsienia ziemi w Syczuanie
15 grudnia 2008 r. Ai Weiwei wszczął dochodzenie w sprawie ofiar w szkołach podczas trzęsienia ziemi w Syczuanie w 2008. Dochodzenie miało na celu sporządzenie najpóźniej do 12 maja 2009 – pierwszej rocznicy katastrofy – listy uczniów, którzy w niej zginęli. Do 14 kwietnia 2009, lista zgromadziła 5385 nazwisk. Ai opublikował na swoim blogu zarówno ją, jak i liczne artykuły dokumentujące dochodzenie. Został pobity przez policję w miejscowości Chengdu. Udał się tam, by zeznawać w sprawie Tan Zuorena, który również starał się o wyjaśnienie kwestii wysokiej liczby ofiar trzęsienia ziemi.
14 września 2009, w szpitalu w Monachium rozpoznano, że najprawdopodobniej wskutek pobicia doszło do krwawienia wewnętrznego, a lekarz zlecił wykonanie operacji mózgu.

### Sunflower Seeds

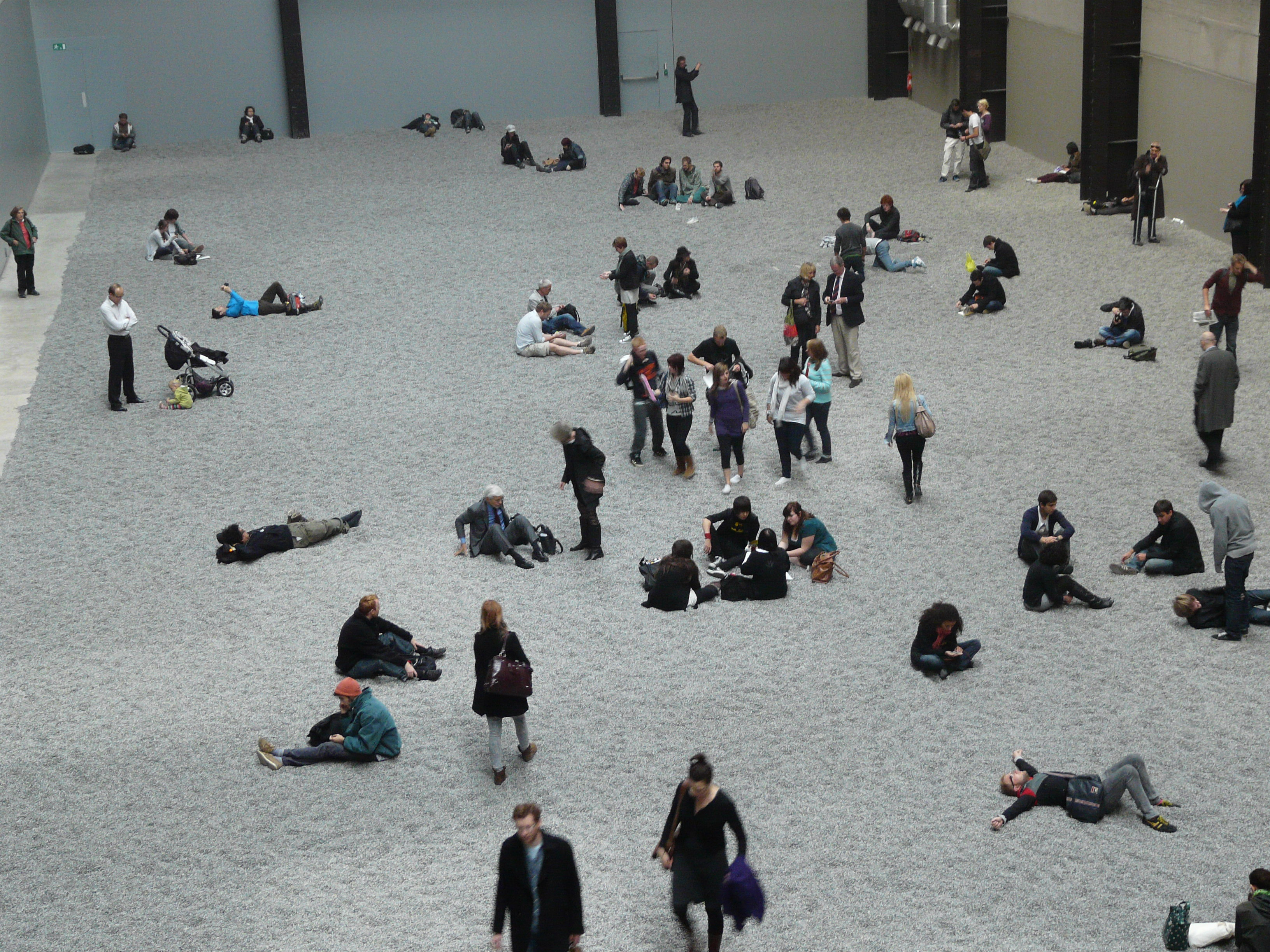
Sunflower Seeds

W październiku 2010 w londyńskim muzeum Tate Modern rozpoczęła się ekspozycja Sunflower Seeds (Ziarna słonecznika). Przygotowywana przez pięć lat instalacja składa się z ponad stu milionów ręcznie robionych i malowanych porcelanowych „ziaren” słonecznika. Zostały one wyprodukowane przez ponad 1600 mieszkańców słynącego z produkcji porcelany miasta Jingdezhen. Ziarna rozsypano na 3400 metrach kwadratowych hali turbin Tate Modern.
Zgodnie ze słowami autora, spacer po powierzchni ziaren sprzyjać miał doświadczeniu mieszanki masowej konsumpcji, wielkiego przemysłu i domowej produkcji, jaka charakteryzuje dzisiejsze Chiny.
16 października 2010 ze względu na zbyt wysokie zagęszczenie pyłu porcelanowego w powietrzu, zarząd muzeum ograniczył dostęp do ekspozycji, kierując ruch zwiedzających na balkony.

### Spór o szanghajskie studio
W listopadzie 2010 Ai Weiwei został osadzony w areszcie domowym przez chińską policję. Miało to uniemożliwić
oficjalne otwarcie jego nowo wybudowanego studio w Szanghaju. Budynek został zaprojektowany i wybudowany dzięki zaproszeniu, jakie Ai Weiwei wraz z innymi artystami otrzymał od „wysokiego stopniem urzędnika”. Miał być to przyczynek do powstania planowanej przez szanghajskie władze lokalne dzielnicy
kulturalno-artystycznej; Ai miał w niej nauczać architektury. Został oskarżony o wzniesienie budowli bez stosownych zezwoleń, co
spowodowało wydanie nakazu rozbiórki. Ai utrzymuje, że przez cały okres realizacji projektu lokalne władze były niezwykle entuzjastycznie ustosunkowane, a sama budowa odbywała się „pod ich nadzorem”. Dopiero dwa miesiące przed planowanym otwarciem został poinformowany, że gotowe już studio ma zostać wyburzone. Jak twierdzi, jest „jedynym z zaproszonych do przedsięwzięcia artystów, którego studio zostanie zrównane z ziemią”.
Otwarcie studia odbyło się bez udziału Ai Weiweia, uczestnicy przyjęcia spożyli kraba wełnistoszczypcego, którego chińska nazwa (chiń. 河蟹 héxiè), homofon słowa harmonia (chiń. 和谐 héxié) jest ironicznie wykorzystywana przez chińskich internautów. Następnego dnia artysta został zwolniony z aresztu domowego.
Studio zostało wyburzone na rozkaz rządu chińskiego 11 stycznia 2011.
Podobnie jak innym aktywistom i intelektualistom, uniemożliwiono mu opuszczenie Chin przed ceremonią
wręczenia Pokojowej Nagrody Nobla pisarzowi Liu Xiaobo w Oslo w grudniu 2010. Ai twierdzi, że nie został zaproszony na ceremonię i planował podróż do Korei, gdy po zatrzymaniu poinformowano go, że nie może opuścić kraju ze względów bezpieczeństwa narodowego.

### Zatrzymanie przez chińskie władze
W kwietniu 2011 Ai Weiwei został zatrzymany przez władze chińskie i przesłuchiwany, jak podała agencja Xinhua, "w sprawie przestępstwa gospodarczego". O uwolnienie artysty zaapelowały zachodnie rządy, m.in. Stany Zjednoczone, Niemcy i Wielka Brytania. Ai Weiwei, który naraził się komunistycznym władzom, nazywając chińskich przywódców "gangsterami" i działając na rzecz praw człowieka, jest według informacji podanych przez dziennik "Wen Wei Po", niepotwierdzonych przez chińskie władze, oskarżany o unikanie podatków, niszczenie dokumentów księgowych, ale także o bigamię i rozpowszechnianie pornografii w internecie.
22 czerwca 2011, po rzekomym przyznaniu się do winy, Ai Weiwei został zwolniony z więzienia za kaucją na okres jednego roku, pod warunkiem powstrzymania się przed udzielaniem wypowiedzi publicznych. Przez ten czas artysta nie mógł opuszczać Pekinu.